# Florin Surugiu
Florin Surugiu (n. 10 decembrie 1984, București) este un jucător român de rugby în XV. Evoluează ca mijlocaș la grămadă (scrum-half).

## Carieră
S-a apucat de rugby la vârsta de opt ani. Și-a făcut cariera la CS Dinamo București și la CSM Olimpia București, jucând în prezent pentru Steaua București. A fost și selecționat în echipa de dezvoltare Lupii București, care participă la European Challenge Cup.
După ce a fost component al lotului național de juniori și al lotului național de rugby în VII, a evoluat pentru prima data în echipa națională a României la un meci de Cupa Europeană a Națiunilor cu Uruguay în iunie 2008. A participat la Cupa Mondială de Rugby din 2011 și la Cupa Mondială din 2015. S-a remarcat la aceasta ediția când și-a cerut iubita în căsătorie pe stadionul Wembley, după meciul cu Irlanda.
Până în octombrie 2015, a strâns 54 de selecții pentru „Stejarii”, marcând 20 de puncte, inclusiv patru eseuri.

## Legături externe
- Statistice internaționale pe ESPN Scrum